# Église Saint-Antoine de Marsaskala
L'église Saint-Antoine est une église catholique située à Marsaskala, à Malte.

## Historique
L'église a été construite en 1675 et demeure un lieu de prière et d'intercession de grande ferveur.